# よろしくお願いします
『よろしくお願いします』（よろしくおねがいします）は、2007年9月5日に発売されたKREVAの3枚目のアルバム。発売元はポニーキャニオン。

## 解説
前アルバム「愛・自分博」以後に出されたシングル4枚とそのリミックスを含む計16曲収録。初回限定盤は、シングルのプロモーションビデオやライブ映像を収録したDVD付きで発売された。
愛・自分博～紫～も期間限定で同時発売された。
ストレスFREEやDJ TATSUTAがプロデューサーとして参加している。
4thアルバム「心臓」発売発表時に、このアルバムの廉価版「何卒よろしくお願いします」の発売も発表された。
本作は初めてライブでやることを想定して曲作りを行ったという。アルバムタイトルのよろしくお願いしますはレコード会社のスタッフが宣伝しやすいように付けられた。
発売日には当時所属していたポニーキャニオンでの決起集会参加や東京都の赤坂にある日枝神社にて大ヒットの祈願、渋谷区での挨拶回りやイベント参加などのプロモーション活動を行った。

## 収録曲

### CD
1. ストロングスタイル
フィリップ・G・アトウェルの初監督映画「ローグ アサシン」の日本語版主題歌。10月3日にシングルカットされて発売[3]。
2. THE SHOW
3. YOU DON'T STOP!!
4. 揺さぶるブルー
5. ビコーズ
ミュージック・ビデオも制作された。ビデオはドラマ仕立てとなっており、このドラマの脚本は関えり香が務めた。ビデオのドラマの脚本を務めた関は「ビコーズ」を基にしたケータイ小説も手掛けた[4]。
6. You are my sunshine feat.千晴
7. 今日だけでいい feat..SONOMI&ALI-KICK
この曲についてKREVAは、客演として参加したSONOMIが女性目線の歌詞を足した事でラップスターとファンの叶わぬ恋みたいな世界になったと語っている[5]。
8. ため息はCO2
タイトルは東京環境会議（ap bank）に出演時、雑誌『広告批評』の人が取材に来た際にもらった『広告批評』の編集後記に書いてあった"ため息（CO2）"より。タイトルが先にあり、そこから制作された[5]。
9. くればいいのに feat.草野マサムネ from SPITZ (ALBUM VERSION)
10. 東西南北脳内回想録
11. SWEET SWEET メモリーズ feat. SONOMI
12. アグレッシ部
13. 終わりたくないオーワラナイ
14. THE SHOW～熊井吾郎Remix～
15. Have a nice day!
16. アグレッシ部(Remix)feat.KOHEI JAPAN ＆ SHINGO☆西成

### DVD
1. Hava a nice day!
2. THE SHOW
3. アグレッシ部
4. くればいいのに feat.草野マサムネ from SPITZ
5. 今夜はブギーバック feat.スチャダラパー(＠AP BANG! 東京環境会議 07/03/16)